# بولغان (اومنوغوبی)
شهرستان بولغان (به زبان مغولی: Булган сум، [Bulgan sum]؛ ᠪᠤᠯᠠᠭᠠᠨ ᠰᠤᠮᠤ، [bulaɣan sumu]) یک شهرستان (سُوم) در مغولستان است که در استان اومنوغوبی واقع شده‌است. بولگان ۸٬۴۹۸ کیلومتر مربع مساحت دارد.

## تقسیمات اداری
شهرستان بولغان متشکل از ۴ قصبه (باغ) می‌باشد، شامل:
- بولغان (مغولی: Булган баг، [Bulgan bag]؛ ᠪᠤᠯᠠᠭᠠᠨ ᠪᠠᠭ، [bulaɣan baɣ])
- خافْچْغایت(مغولی: Хавцгайт баг، [Xavcgajt bag]؛ ᠬᠠᠪᠴᠠᠭᠠᠢᠲᠤ ᠪᠠᠭ، [qabčaɣayitu baɣ])
- دال (مغولی: Дал баг، [Dal bag]؛ ᠳᠠᠯ᠎ᠠ ᠪᠠᠭ، [dal-a baɣ])
- دِن (مغولی: Дэн баг، [Den bag]؛ ᠳᠧᠩ ᠪᠠᠭ، [deŋ baɣ])